# Luis Fernando Rodríguez Velásquez
Luis Fernando Rodríguez Velásquez (Medellín, 8 dicembre 1959) è un arcivescovo cattolico colombiano, dall'8 dicembre 2022 arcivescovo metropolita di Cali.

## Biografia

### Formazione e ministero sacerdotale
Dopo aver frequentato il seminario maggiore di Medellín, dove ha compiuto gli studi teologici e filosofici, ha conseguito il baccalaureato in teologia e la licenza in educazione religiosa presso l'Universidad Pontificia Bolivariana, la licenza in diritto canonico nella Pontificia Università Lateranense di Roma e il dottorato presso la pontificia Università Javeriana di Bogotà; è stato ordinato sacerdote il 25 agosto 1984 dall'allora vescovo Alfonso López Trujillo, divenuto in seguito cardinale.
Ha ricevuto il titolo di Cappellano di Sua Santità il 21 dicembre 1995 ed ha ricoperto diversi incarichi, tra i quali quello di officiale del Pontificio consiglio per la famiglia; docente e rettore della Universidad Pontificia Bolivariana e vicario generale dell'Arcidiocesi di Medellín.

### Ministero episcopale
Il 5 luglio 2014 papa Francesco lo ha nominato vescovo ausiliare di Cali, assegnandogli la sede titolare di Elvira.
Ha ricevuto l'ordinazione episcopale il 22 agosto successivo dalle mani del nunzio apostolico in Colombia Ettore Balestrero, co-consacranti il arcivescovo di Medellín Ricardo Antonio Tobón Restrepo e quello di Cali Darío de Jesús Monsalve Mejía.
Il 22 aprile 2022 papa Francesco lo ha nominato arcivescovo coadiutore di Cali; il 14 maggio successivo ha preso possesso del suo ufficio, nella cattedrale di Cali, mentre il successivo 8 dicembre è succeduto a Darío de Jesús Monsalve Mejía, dimessosi per raggiunti limiti d'età.
Il 29 giugno 2023 ha ricevuto il pallio dal Santo Padre durante la cerimonia svoltasi in piazza san Pietro a Roma.

## Genealogia episcopale e successione apostolica
La genealogia episcopale è:
- Cardinale Scipione Rebiba
- Cardinale Giulio Antonio Santori
- Cardinale Girolamo Bernerio, O.P.
- Arcivescovo Galeazzo Sanvitale
- Cardinale Ludovico Ludovisi
- Cardinale Luigi Caetani
- Cardinale Ulderico Carpegna
- Cardinale Paluzzo Paluzzi Altieri degli Albertoni
- Papa Benedetto XIII
- Papa Benedetto XIV
- Cardinale Enrico Enriquez
- Arcivescovo Manuel Quintano Bonifaz
- Cardinale Buenaventura Córdoba Espinosa de la Cerda
- Cardinale Giuseppe Maria Doria Pamphilj
- Papa Pio VIII
- Papa Pio IX
- Cardinale Gustav Adolf von Hohenlohe-Schillingsfürst
- Arcivescovo Salvatore Magnasco
- Cardinale Gaetano Alimonda
- Cardinale Agostino Richelmy
- Vescovo Giuseppe Castelli
- Vescovo Gaudenzio Binaschi
- Arcivescovo Albino Mensa
- Cardinale Tarcisio Bertone, S.D.B.
- Arcivescovo Ettore Balestrero
- Arcivescovo Luis Fernando Rodríguez Velásquez

La successione apostolica è:
- Vescovo Wiston Mosquera Moreno (2024)
- Vescovo Alexander Matiz Atencio (2025)